# Ernst Bach (Mediziner)
Ernst Bach (* 20. September 1899 in Mindelheim; † 11. September 1944 in Marburg) war ein deutscher Gynäkologe, Hochschullehrer, Nationalsozialist und SA-Führer.

## Leben und Wirken
Bach nahm nach Beendigung seiner Schullaufbahn ab 1917 am Ersten Weltkrieg teil und erreichte in der Deutschen Armee den Rang eines Leutnants. Nach Kriegsende absolvierte Bach von 1919 bis 1924 ein Studium der Medizin an der Universität München. Er erhielt 1925 seine Approbation und machte seine Facharztausbildung zum Gynäkologen an der Münchner Universitätsklinik, wo er ab 1927 als Assistenzarzt an der dortigen Frauenklinik tätig war. Bach wurde 1930 Facharzt für Frauenheilkunde und war ab 1931 als Oberarzt an der Frauenklinik der Universität München tätig. Ab 1933 leitete er die Ärztekammer München-Oberbayern. Bach habilitierte sich 1935 im Fach Gynäkologie in München und war ab 1938 als nichtbeamteter a.o. Professor an der Universität München tätig. Von 1936 bis 1939 war er medizinischer Referent im Reichsministerium für Wissenschaft, Erziehung und Volksbildung, sein Nachfolger in dieser Funktion wurde Max de Crinis. Bach wurde Anfang 1940 ordentlicher Professor und Direktor der Universitäts-Frauenklinik an der Universität Marburg  und war dort von 1941 bis 1944 Prorektor. Zudem war er in Marburg von 1941 bis 1943 Dekan der Medizinischen Fakultät.
Bach starb im September 1944 an einem Herzinfarkt in Marburg.

## Politische Betätigung
Von 1919 bis 1923 gehörte Bach mehreren Freikorps an, darunter dem Freikorps Epp. Er beteiligte sich an der Niederschlagung des Ruhraufstandes. Der NSDAP trat Bach 1922 bei. Bach nahm im November 1923 am Hitlerputsch in München teil und wurde dafür später mit dem sogenannten Blutorden (Nr. 1.301) ausgezeichnet. Nach dem Parteiverbot trat er der NSDAP zum 1. Dezember 1931 erneut bei (Mitgliedsnummer 771.397). Beim NS-Ärztebund war er ab 1933 Gauobmann. Ab 1935 leitete er das Gauamt für Volksgesundheit in München, wurde jedoch 1938 von dieser Funktion wegen Untätigkeit entbunden. Der SA trat er 1933 bei und wurde 1939 zum Sanitäts-Oberführer befördert. Im NS-Dozentenbund war er 1944 Mitglied des Führerkreises.

## Veröffentlichungen (Auswahl)
- mit Albert Döderlein: Gynäkologische Indikationen zur Schwangerschaftsunterbrechung und Unfruchtbarmachung. In: Reichsärztekammer (Hrsg.): Richtlinien für Schwangerschaftsunterbrechung und Unfruchtbarmachung aus gesundheitlichen Gründen. Bearbeitet von Hans Stadler. J. F. Lehmanns Verlag, München 1936, S. 114–124.